# حسین‌آباد (لنگرود)
حسین‌آباد ، روستایی از توابع بخش اتاقور شهرستان لنگرود در استان گیلان ایران است.

## جمعیت
این روستا در دهستان لات لیل قرار دارد و براساس سرشماری مرکز آمار ایران در سال ۱۳۸۵، جمعیت آن ۱۳۷ نفر (۳۴خانوار) بوده‌است.